# Каракули (Кировская область)
Каракули — деревня в Вятскополянском районе Кировской области в составе Слудского сельского поселения.

## География
Расположена на правом берегу Вятки на расстоянии примерно 11 км по прямой на север от железнодорожного моста через Вятку в городе Вятские Поляны.

## История
Известна с 1717 года как русская деревня Дюмдюм с 15 дворами, в 1773 году 113 жителей, в 1802 году в деревне (Дюмдюм или Каракулино) 35 дворов. В 1873 году здесь дворов 58 и жителей 397, в 1905 76 и 470, в 1926 (Каракули или Дым-Дым) 80 и 471, в 1950 101 и 430, в 1989 131 житель. В советское время работали колхозы "Смена", "Светлый путь"  и "Родина". 

## Население
Постоянное население составляло 82 человека (русские 94%) в 2002 году, 51 в 2010.